# نیکون دی ۱۰۰
نیکون دی ۱۰۰ (به انگلیسی: Nikon D100) یک دوربین عکاسی تک‌لنزی بازتابی ساخت شرکت نیکون است.